# Estadio Juan Carmelo Zerillo
Das Estadio Juan Carmelo Zerillo ist ein Fußballstadion in der argentinischen Stadt La Plata, Hauptstadt der Provinz Buenos Aires. Es bietet Platz für 24.544 Zuschauer und ist die Heimspielstätte des Fußballclubs Gimnasia y Esgrima La Plata.

## Geschichte
Das Estadio Juan Carmelo Zerillo in La Plata, einer Stadt mit ungefähr 740.000 Einwohnern im Osten Argentiniens gelegen und wurde in den Jahren 1923 bis 1924 erbaut und am 26. April des letztgenannten Jahres eröffnet. Die Eröffnung am 26. April 1924 fiel genau auf einen Tag mit dem vierzigsten Geburtstag der Stadt La Plata. Zum ersten Spiel im neuen Stadion trafen sich erst ein halbes Jahr später, am 19. November 1924, der zukünftige Nutzerverein der Arena, der Fußballclub Gimnasia y Esgrima La Plata, sowie der uruguayische Spitzenverein Club Atlético Peñarol. 
Seit 1924 dient das Estadio Juan Carmelo Zerillo nun also Gimnasia y Esgrima La Plata als Austragungsort für Heimspiele im Fußballsport. Der Verein verfügt über eine ereignisreiche Vergangenheit, auch wenn noch nie der Titel des argentinischen Fußballmeisters errungen werden konnte. Gimnasia war zwar einige Male nah dran am Gewinn der Meisterschaft, am Ende musste dann aber doch jedes Mal anderen Teams der Vortritt gelassen werden. Einzig vor Einführung der Primera División als einheitliche erste Fußballliga in Argentinien gelang dem Verein einmal der große Wurf. Unter der Präsidentschaft von Juan Carmelo Zerillo wurde 1929 die Meisterschaft gewonnen. Aufgrund dieses Erfolges trägt das Stadion von Gimnasia y Esgrima La Plata seit dessen Tod den Namen seines erfolgreichsten Präsidenten (1882–1950). Es ist auch unter dem Namen El Bosque (deutsch Der Wald), in Anlehnung an den direkt benachbarten Stadtpark mit gleichem Namen, der das Stadion in eine grüne Umgebung einbettet, bekannt.

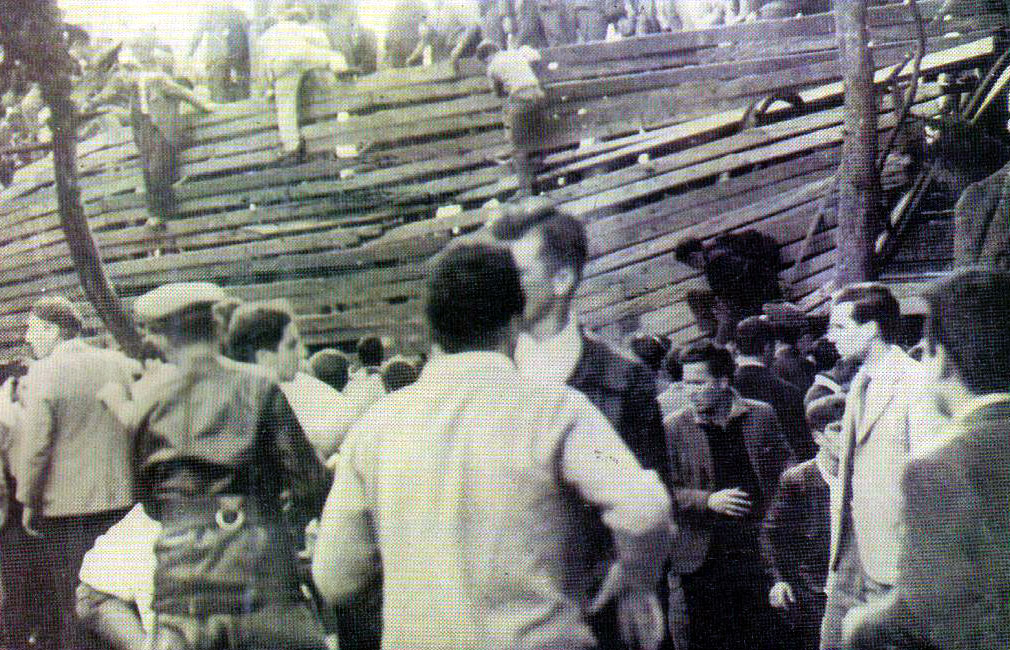
Bild vom Stadionunglück 1959

 Als sich Gimnasia y Esgrima und Estudiantes de La Plata im Rahmen der Primera División 1959 im Estadio Juan Carmelo Zerillo gegenüberstanden, kam es zum Einsturz einer Tribüne des Stadions. Folge waren dutzende Verletzte, das Spiel wurde abgebrochen und für Estudiantes gewertet. Im Laufe der Jahre kam es zu einer ganzen Reihe von Renovierungsmaßnahmen am in die Jahre gekommenen Stadion. So wurden die vielen Holzanteile am weiten Rund mit der Zeit durch modernere und vor allem sicherere Konstruktionen ersetzt. Vor allem ab 2001 waren Umbaumaßnahmen dringend notwendig, da in jenem Jahr vom argentinischen Verband ein Gesetz verabschiedet wurde, dass es Erstligavereinen verbot, ihr Stadion mit waldähnlichen Substanzen zu bauen. So kam es auch im Estadio Juan Carmelo Zerillo zu erheblichen Umbauten. Von 2006 bis 2008 war es für den Ligabetrieb gesperrt, Gimnasia y Esgrima zog für diese Zeit in das größte städtische, aber nicht für Ligaspiele errichtete, Stadion, das Estadio Ciudad de La Plata, um. Trotz des Umbaus gilt das Estadio Juan Carmelo Zerillo immer noch als Waldstadion, für wichtige Spiele zieht Gimnasia y Esgrima wie auch der Lokalrivale Estudiantes ins größere und hoch moderne Estadio Ciudad de La Plata um. 
Gegenwärtig bietet das Estadio Juan Carmelo Zerillo Platz für insgesamt 24.544 Zuschauer. Dabei wurde die Kapazität nach der Rückkehr des Vereins in die Primera División 2013 von zuvor 33.500 zu Gunsten der Sicherheit auf die genannte Zahl verringert.